# Víctor Cuesta
Víctor Leandro Cuesta (ur. 19 listopada 1988 w La Placie) – argentyński piłkarz występujący na pozycji obrońcy w argentyńskim klubie Independiente. Wychowanek Arsenalu Sarandí, w swojej karierze grał także w takich zespołach jak Defensa y Justicia oraz Huracán. Znalazł się w kadrze reprezentacji Argentyny na Copa América 2016.